# Elena Čausova
Elena Efimovna Čausova  (nacida el 30 de julio de 1957 en Moscú, Unión Soviética) es una exjugadora de baloncesto rusa. Consiguió 6 medallas en competiciones oficiales con la URSS.